# Ignacio Rodriguez-Iturbe
Ignacio Rodriguez-Iturbe (ur. 8 marca 1942 w Caracas w Wenezueli, zm. 29 września 2022) – amerykański hydrolog, profesor Uniwersytetu Texas A&M.
Zajmował się dynamiką związków między klimatem, glebą i wegetacją. Za swoją działalność otrzymał m.in. Medal Roberta E. Hortona (1998) i Stockholm Water Prize (2002). Od 2008 jest członkiem Papieskiej Akademii Nauk. Należał do Opus Dei, jego syn działa w Wenezueli jako duchowny prałatury personalnej Opus Dei. 

## Twórczość
- Random Functions and Hydrology (Dover Books on Advanced Mathematics) (1994)
- Fractal River Basins: Chance and Self-Organization (2001)
- Ecohydrology of Water Controlled Ecosystems: Soil Moisture and Plant Dynamics (współaut. A. Porporato), (2004), 2. wyd. 2007